# Llusieta (pera)
Llusieta es el nombre de una variedad cultivar de pera europea Pyrus communis. Esta pera está cultivada en la colección de la Estación Experimental Aula Dei (Zaragoza). Esta pera también está cultivada en diversos viveros entre ellos algunos dedicados a conservación de árboles frutales en peligro de desaparición. Esta pera está muy difundido su cultivo en España, originaria de Cataluña, en concreto este ejemplar fue recolectado en San Baudilio de Llobregat en la provincia de Barcelona, donde tuvo su mejor época de cultivo comercial antes de la década de 1960, y actualmente en menor medida aún se encuentra.

## Sinonimia
- "Llusieta",[1]
- "Llusieta de Llobregat",[8][9][10]

## Historia
'Llusieta' está considerada incluida en las variedades locales autóctonas muy antiguas, cuyo cultivo se centraba en comarcas muy definidas. Se caracterizaban por su buena adaptación a sus ecosistemas y podrían tener interés genético en virtud de su adaptación. Se encontraban diseminadas por todas las regiones fruteras españolas, aunque eran especialmente frecuentes en la España húmeda. Estas se podían clasificar en dos subgrupos: de mesa y de cocina (aunque algunas tenían aptitud mixta).
'Llusieta' es una variedad clasificada como de mesa, difundido su cultivo en el pasado por los viveros comerciales y cuyo cultivo en la actualidad se ha reducido a huertos familiares y jardines privados.
Está mencionado su cultivo en las Islas Baleares, Castellón, Lérida y en Zaragoza.

## Características
El peral de la variedad 'Llusieta' tiene un vigor medio; florece a inicios de mayo; tubo del cáliz amplio, en embudo con conducto estrecho, de longitud variable, largo o medio, por lo general se conservan los estambres.
La variedad de pera 'Llusieta' tiene un fruto de tamaño medio a grande; forma oval, apuntada hacia el pedúnculo sin llegar a formar cuello, ligeramente asimétrica, rara vez regular, contorno redondeado; piel lisa, brillante o semi-granulosa y mate; epidermis con color de fondo verde o verde dorado, sin chapa o con leve chapa sonrosado cobriza de color apagado, recubierta de punteado abundante, sobre todo en la mitad inferior, poco perceptible a no ser por estar aureolado de verde o carmín apagado, "russeting" (pardeamiento áspero superficial que presentan algunas variedades) débil; pedúnculo de longitud largo, y de un grosor medio, carnoso en la base y poco engrosado en su extremo, con iniciación de yemas, color verde exacto al del fruto con alguna zona ruginosa, recto o ligeramente curvo, a veces retorcido, implantado derecho o ligeramente oblicuo, con frecuencia como prolongación del fruto; cavidad del pedúnculo nula; anchura de la cavidad calicina media, poco profunda, a veces casi superficial, ligeramente acostillada alrededor del ojo y suavemente ondulada en el borde; ojo de tamaño grande, redondo, abierto; sépalos lanosos, erectos en la base con las puntas dobladas hacia afuera y rizadas.
Carne de color blanco amarillento; textura medio firme, acuosa; sabor característico de la variedad, alimonado, aromático, refrescante, aunque algo áspera; corazón grande, con tendencia a romboidal. Eje amplio, hueco. Celdillas grandes, elípticas. Semillas de tamaño medio, alargadas, deprimidas, punto de inserción grande y oblicuo, ligeramente espolonadas, color casi negro, con frecuencia abortadas, a pesar de haber alcanzado su tamaño normal.
La pera 'Llusieta' tiene una época de maduración y recolección muy temprana en la tercera decena de junio (en E.E. de Aula Dei de Zaragoza). Se usa como pera de mesa fresca, y en cocina para hacer jaleas.